# Jan Bos (1923-1995)
Jan Bos (Ermelo, 12 november 1923 – Woerden, 12 maart 1995) was een Nederlands politicus van de CHU en later van het CDA. 
Bos groeide op in de Gelderse plaats Ermelo en ging naar het Christelijk Lyceum in Harderwijk. Met ingang van 1 oktober 1961 werd Bos burgemeester van het toen 5600 inwoners tellende dorp Rhoon, dat ten zuidwesten van Rotterdam ligt. Onder zijn burgemeesterschap groeide het dorp Rhoon gestaag en kwamen er meer uitbreidingswijken zoals ’t Ghijseland in het westen. In 1965 verdween de tramlijn tussen Rotterdam en Spijkenisse, maar veranderde het dorp qua aanzicht drastisch met de verlenging van de metro en de opening van het metrostation Rhoon in 1974. Op 21 oktober 1975 vertrok Bos naar Woerden dat toen nog tot de provincie Zuid-Holland behoorde. Tot zijn pensionering in 1989 bleef Bos burgemeester van Woerden en in datzelfde jaar werd deze stad bij de provincie Utrecht gevoegd. Vanaf juli 1989 was hij vier maanden waarnemend burgemeester van Soest en hij is ook nog waarnemend burgemeester van Maarssen geweest.
Bos overleed begin 1995 op 71-jarige leeftijd.